# 武定路駅
座標: 北緯31度13分42.67秒 東経121度25分56.06秒 / 北緯31.2285194度 東経121.4322389度
武定路駅（ぶていろえき）は中華人民共和国上海市静安区曹家渡街道、武寧南路と武定西路の交差点にある上海軌道交通14号線の地下駅である。

## 駅構造
島式ホーム1面2線の地下駅で、出口は3箇所ある。

## 駅出口
- 1号出口 - 武寧南路、武定路
- 2号出口 - 武寧南路、万航渡路
- 3号出口 - 武寧南路

## 隣の駅
上海地下鉄
 14号線
武寧路駅 - 武定路駅 - 静安寺駅